# محمد الأنصاري
محمد الأنصاري (-)، ممثل ومخرج كويتي.

## مشواره المهني
خريج المعهد العالي للفنون المسرحية (الكويت) قسم الإخراج والتمثيل وشهادة من جامعة فالبارايسو في الولايات المتحدة الأمريكية،بدايته كانت من خلال المسرح حيث قام بالتمثيل و بإخراج مسرحيات عدة ،عام 2019 إنتقل إلى التلفزيون حيث شارك بعدة أعمال أبرزها والدي العزيز بمشاركة الفنان إبراهيم الحربي ،وحدود الشر مع الفنانة حياة الفهد الكون في كفة مع الفنانة إلهام الفضالة،وفي عام 2021 شارك بمسلسل بيت الذل بشخصية «عواد» التي حققت له انتشارا

## أعماله

### في التلفزيون
| سنة الإنتاج | اسم المسلسل  | الشخصية   |
| ----------- | ------------ | --------- |
| 2021        | بين أديك     | (خالد)    |
| 2021        | بيت الذل     | (عواد)    |
| 2020        | الكون في كفة | (مشاري)   |
| 2020        | والدي العزيز | (عبدالله) |
| 2019        | حدود الشر    | (جاسم)    |
| 2019        | غرس الود     | (بدر)     |
| 2022        | عاشر صفحة    |           |
| 2022        | حضرة الموقف  | (خالد)    |
| 2022        | ممنوع السكوت | (صقر)     |

### في المسرح
| سنة الإنتاج | المسرحية                   | الشخصية      |
| ----------- | -------------------------- | ------------ |
| 2019        | اليوتيوبر                  | (سعد)        |
| 2019        | مطلوب                      |              |
| 2018        | أغنية البجعة               |              |
| 2018        | أقفاص                      | (المنفذ)     |
| 2018        | القدر                      |              |
| 2018        | درس                        |              |
| 2018        | مملكة الأسود               | (غضنفر)      |
| 2018        | مموانا                     | (والد موانا) |
| 2018        | نادي الخجل                 |              |
| 2018        | ومن الحب ما قتل            |              |
| 2016        | الذكرى السابعة             |              |
| 2015        | أوديب بين المطرقة والسندان |              |

### في الإخراج
- (2019):المصبغة (فيلم) (مساعد مخرج)
- (2019):ذاكرة في الظل( مسرحية)(مخرج)
- (2018):مموانا (مسرحية) (مخرج مساعد)
- (2018):دماء على ورق (مسرحية) (مخرج)
- (2017): الدبة (مسرحية) (مخرج مساعد)